# Tebat Pulau
Tebat Pulau is een bestuurslaag in het regentschap Rejang Lebong van de provincie Bengkulu, Indonesië. Tebat Pulau telt 994 inwoners (volkstelling 2010).